# Мороктоког альфа
Мороктоког альфа (англ. BDDrFVIII) — лікарський засіб на основі рекомбінантної ДНК з функціональними характеристиками, які схожі з ендогенним фактором згортання крові VIII, що необхідний для згортання крові людини, яке порушується при гемофілії А.
Він також має посттрансляційні модифікації, які аналогічні модифікаціям молекули, яка отримана з плазми. Він не може попередити геморагічну кровотечу, яка пов'язана з хворобою Віллебранда, оскільки він не є фактором Віллебранда.
Активна речовина являє собою стерильний порошковий препарат для внутрішнього введення. Він доступний в одноразових флаконах, які містять марковану кількість активності фактору VIII, виражену в міжнародних одиницях (англ. IU). Кожен флакон мінімально містить 250, 500, 1000, 2000 та 3000 МО rVIII на флакон. Отриманий продукт являє собою прозорий безбарвний розчин після відновлення і містить, крім активної речовини, хлорид натрію, цукрозу, L-гістидин, хлорид кальцію та полісорбат 80.

## Історія
Мороктоког альфа був схвалений для медичного застосування в Європейському Союзі в квітні 1999 року і продавався під торговою маркою Refacto. У лютому 2009 року було внесено низку змін до способів виготовлення ReFacto. Вони включали припинення використання білка, званого альбумін, який виробляється з крові людини, у виробничому процесі. Назву ліків також було змінено з ReFacto на ReFacto AF.

## Отримання
Морококог альфа виготовляється за допомогою процесу культивування клітин яєчника китайського хом'ячка (СНО), вирощених в хімічно визначеному середовищі для культивування клітин без сироваток, яке не містить матеріалів, отриманих з людських або тваринних організмів. Білок очищується за допомогою процесу хроматографічної очистки, який дає високу чистоту активного продукту. Активність (IU) визначають з використанням хромогенного аналізу. Слід зазначити, що з точки зору імуногенності BDDrFVIII і нативний FVIII, отриманий з плазми, мають дуже схожі посттрансляційні модифікації, включаючи сайти глікозилювання.

## Будова
Фактор VIII (FVIII) займає центральне місце в каскаді згортання крові і його активація і функція відіграють центральне значення в процесі згортання крові. FVIII бере участь у внутрішньому шляху згортання крові і діє як кофактор фактору IXa, який в присутності Ca2+ і фосфоліпідів перетворює фактор X у форму активної протеїнкінази (Xa). Ген FVIII людини локалізований на довгому плечі Х-хромосоми і складається із 26 екзонів і інтронів загальною довжиною 9 т.п.н. в кодуючій послідовності. Ген кодує великий попередник глікопротеїну із 2332 амінокислотних залишків (320 кДа), який складається із шести структурних доменів і трьох кислотних субдоменів, організованих у важкий ланцюг [A1 (a1) A2 (a2) B] і легкий ланцюг [(a3) A3C1C2] (рис. 1).

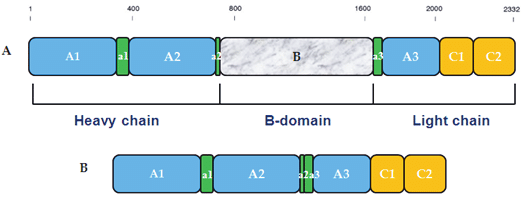
Рисунок 1. Схема доменної структури нативної молекули FVIII (A) и видаленого B-домену рекомбінантного білка FVIII (B).

Мороктоког альфа є глікопротеїном з молекулярною масою 170 kDa, що складається з 1438 амінокислот. Має послідовність амінокислот, яка співставляється з формою 90 + 80 kDa фактору згортання VIII, і посттрансляційні модифікації, які аналогічні таким в молекулі, виділеній з плазми, але не містить B-домен, який не володіє біологічною функцією.

## Механізм дії
Пов'язаний з Х-хромосомою дефіцит FVIII, що призводить до недостатнього рівня або повної відсутності FVIII в кровотоці, що є основною причиною тяжкої кровотечі, широко відомої як гемофілія A. Він зачіпає приблизно 1:5000 чоловіків; проте, на відміну від пацієнтів з іншими генетичними захворюваннями, гемофіліки можуть успішно лікуватися замісною терапією з внутрішньовенним введенням екзогенного фактора згортання крові.
Активований фактор згортання VIII діє як кофактор для активації фактору згортання IX, що прискорює утворення з фактору згортання X активованого фактору згортання X. Активований фактор згортання X перетворює протромбін в тромбін, який потім перетворює фібриноген у фібрин, в результаті утворюється фібриновий згусток.

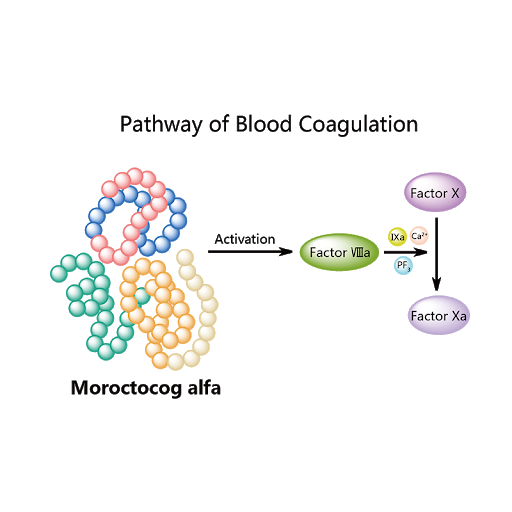
Pathway of blood coagulation

## Фармакокінетика
T1/2 препаратів фактора згортання VIII як виділених з плазми крові, так і рекомбінантних, складає біля 12 годин. З фармакокінетичної точки зору мороктоког альфа — рекомбінантний фактор згортання крові VIII з В-видаленим доменом — еквівалентний плазмовому фактору згортання крові VIII і повноланцюговому рекомбінантному фактору згортання крові VIII (октокогу альфа).

## Клінічне застосування
Контроль і профілактика епізодів кровотечі і для профілактики кровотечі при хірургічних втручаннях у пацієнтів з гемофілією А (спадковий дефіцит фактору згортання VIII або класична гемофілія).
Мороктоког альфа може бути ефективний при лікуванні гемофілії А у деяких пацієнтів з наявністю інгібіторів фактору згортання VIII.
Побічні дії
- Інфузійні реакції: можливо — головний біль, гарячка, озноб, нудота, блювання, летаргія, прояви алергічних реакцій.
- З боку системи згортання крові: кровотеча.
- З боку серцево-судинної системи: артеріальна гіпотензія, вазодилатація.
- З боку травної системи: нудота, блювання, анорексія, діарея, кровотеча з шлунково-кишкового тракту, підвищення активності АСТ, АЛТ, підвищення вмісту білірубіну в крові.
- Імунологічні реакції: поява інгібітору фактору згортання VIII, поява антитіл до чинника згортання VIII, до клітин яєчника китайського хом'ячка, до мишачого IgG.
- З боку нервової системи: запаморочення, сонливість.
- З боку дихальної системи: диспное, риніт.
- Дерматологічні реакції: свербіж шкіри, кропив'янка, гіпергідроз.
- З боку органів чуття: порушення смаку.
- З боку кістково-м'язової системи: артралгія, підвищення активності КФК в крові.
- З боку сечовидільної системи: інфекції сечовивідних шляхів.
- З боку організму в цілому: астенія, гарячка, озноб, головний біль.[3][6]

Місцеві реакції: біль у місці ін'єкції, біль у животі, інфікування катетера, тромбоз катетера, втрата катетера, набряк, гарячка, біль, інфікування місця інфузії.
Протипоказання до застосування
Підвищена чутливість до мороктокогу альфа, до мишачих білків, до білків китайського хом'ячка.